# The Clue (film 1912)
The Clue è un cortometraggio muto del 1912. Il nome del regista non viene riportato nei credit del film interpretato da Lily Branscombe, Joseph Allen Sr. e

## Produzione
Il film fu prodotto dalla Essanay Film Manufacturing Company.

## Distribuzione
Distribuito dalla General Film Company, il film - un cortometraggio di una bobina - uscì nelle sale cinematografiche statunitensi il 16 aprile 1912. Nello stesso anno, il 13 giugno, venne distribuito anche nel Regno Unito.